# Vajskovský potok

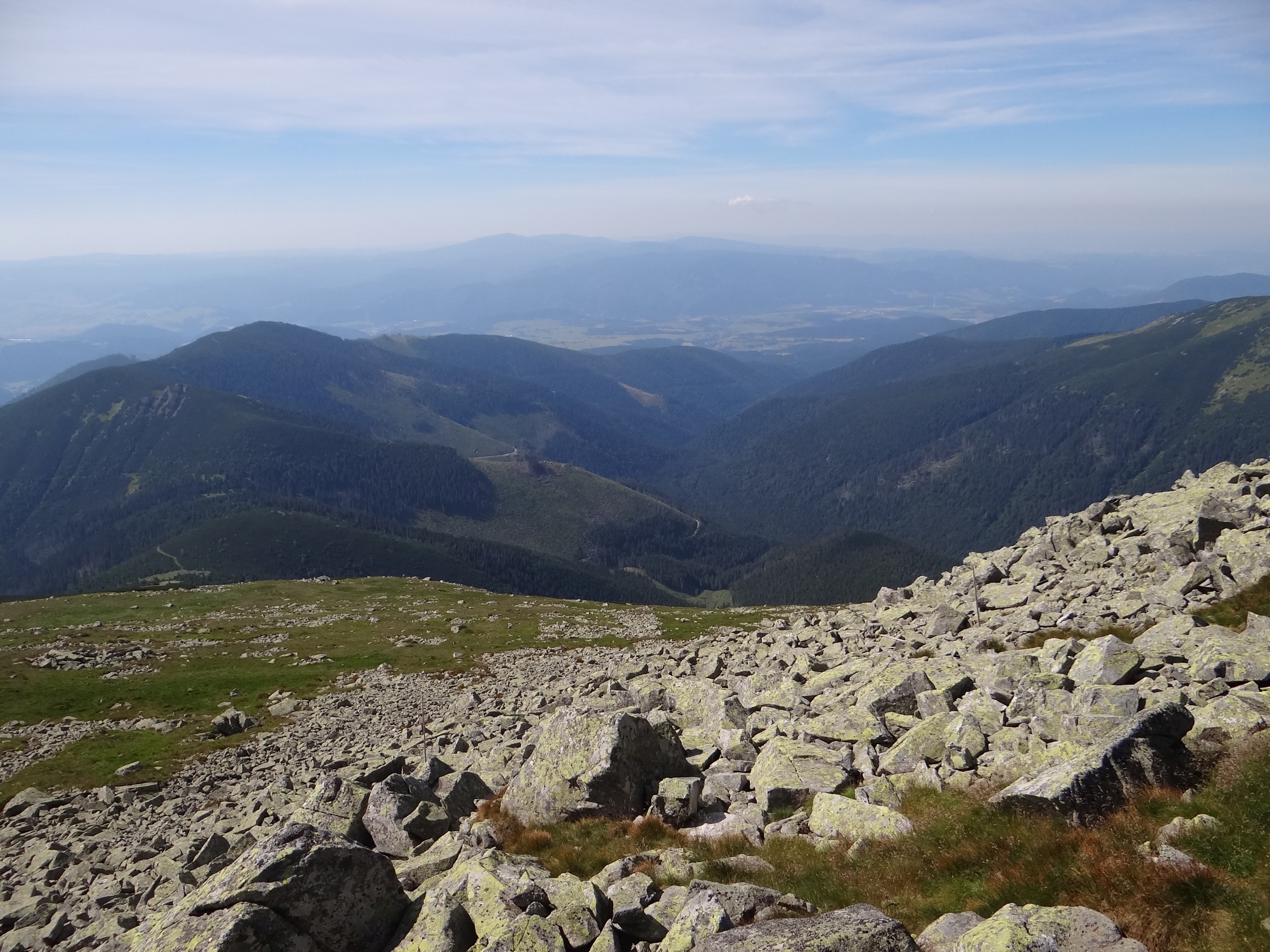
Vajskovská dolina, którą spływa Vajskovský potok

Vajskovský potok – potok w Niżnych Tatrach na Słowacji, dopływ Hronu. Ma źródła na wysokości około 1660 m poniżej kotła lodowcowego na północno-wschodnich stokach szczytu Kotliská. Spływa dnem głębokiej Vajskovskiej doliny po południowej stronie głównego grzbietu niżnotatrzańskiego. Początkowo płynie w kierunku północno-wschodnim, szybko jednak, pod stokami przełęczy Krížske sedlo zmienia kierunek na południowo-wschodni, a w dolnej części na południowo-zachodni. Po opuszczeniu gór wypływa na Dolinę Górnego Hronu i płynie przez miejscowość Dolná Lehota. Uchodzi do Hronu jako jego prawy dopływ na wysokości około 430 m. Następuje to w miejscu o współrzędnych 48°48′58,7″N 19°29′05,1″E/48,816306 19,484750.
Vajskovský potok jest ciekiem III rzędu i ma długość 17,3 km, z tego 10 km w Niżnych Tatrach. Główne jego dopływy to: Dve vody, Borovský potok, Košariský potok i Červená woda.
W górnej części biegu Vajskovskiego potoku, poniżej przełęczy Krížske sedlo, na wysokości ok. 1300 m n.p.m., znajduje się Vajskovský vodopad. Wzdłuż biegu potoku prowadzi do niego szlak turystyczny.

## Szlaki turystyczne
Dolná Lehota – Črmné – rozdroże Dve vody – Pálenice – Vajskovský vodopad. Czas przejścia: 4.20 h, ↓ 3.30 h